# Konkurs Sopot Festival 2000
37. Sopot Festival odbył się 18–20 sierpnia 2000 roku, w Operze Leśnej. Bursztynowego słowika za całokształt otrzymała Helena Vondráčková.

## Dzień pierwszy – „Muzyka świata”
Wystąpili:
- Alabina ( Francja)
- Brathanki ( Polska)
- Golec uOrkiestra ( Polska)
- Kapela ( Polska)
- Khaled ( Algieria)
- La Vieja Trova Santiaguera ( Hiszpania)
- Máire Brennan ( Irlandia)
- Pili-pili & Phikelela Sakhula Choir ( Hiszpania)
- Sezen Aksu ( Turcja)
- Jakub Żak ( Polska)
- Afro-Cuban All Stars ( Kuba)

## Dzień drugi – „Viva Italia”[1]
Koncert poprowadzili: Grażyna Torbicka i Tomasz Kammel.
Wystąpili:
- Al Bano
- Toto Cutugno
- Drupi
- Matia Bazar
- I Santo California

Bursztynowego słowika za całokształt pracy twórczej otrzymała Helena Vondračkova.

## Dzień trzeci
Wystąpili:
- Texas
- Bryan Adams
- Loona